# Estació d'Agres
Agres és un baixador ferroviari situat al municipi valencià homònim a la comarca del Comtat. Compta amb serveis de mitjana distància operats per Renfe.

## Situació ferroviària
L'estació es troba al punt quilomètric 47,8 de la línia fèrria d'ample ibèric que uneix Xàtiva amb Alcoi a 594,49 metres d'altitud, entre les estacions d'Ontinyent i de Cocentaina.
Va formar també part de la desapareguda línia d'ample mètric Cieza-Villena, pq 92,4.

## Història
L'estació va ser oberta en 1904 amb l'obertura de l'últim tram de la línia que pretenia unir Xàtiva amb Alcoi, que discorria entre Ontinyent i Alcoi. La difícil orografia va fer que aquest tram es retardara més de 10 anys amb relació a la resta del traçat. Si bé les obres van ser realitzades per Nord, la concessió original la va obtindre el Marqués de Camp, qui va acordar l'explotació inicial a través de la Societat dels Ferrocarrils d'Almansa a València i Tarragona (AVT). La incapacitat d'aquesta última per complir els terminis de lliurament acordats va portar al fet que la línia fora cedida a Nord. En 1941, després de la nacionalització del ferrocarril a Espanya, l'estació va passar a ser gestionada per l'acabada de crear RENFE.
Des del 31 de desembre de 2004, Adif és la titular de les instal·lacions ferroviàries.
Al costat de l'estació de Nord, Agres va comptar amb una altra estació, aquesta vegada d'ample mètric, propietat dels Ferrocarrils de Villena a Alcoi i Iecla o VAI. Aquest recinte es va construir en 1909 i es va mantindre operatiu fins a 1969, el qual oferia una connexió amb el ferrocarril de via ampla.

## Serveis ferroviaris

### Mitjana Distància
Els trens de mitjana distància de Renfe cobreixen el trajecte València-Alcoi. La freqüència diària varia entre els 3 i 5 trens en cada sentit.
| Línia MD | Trens    | Origen/Destinació |  | Destinació/Origen |
| -------- | -------- | ----------------- |  | ----------------- |
| 47       | Regional | València          |  | Alcoi             |